# První marocká krize

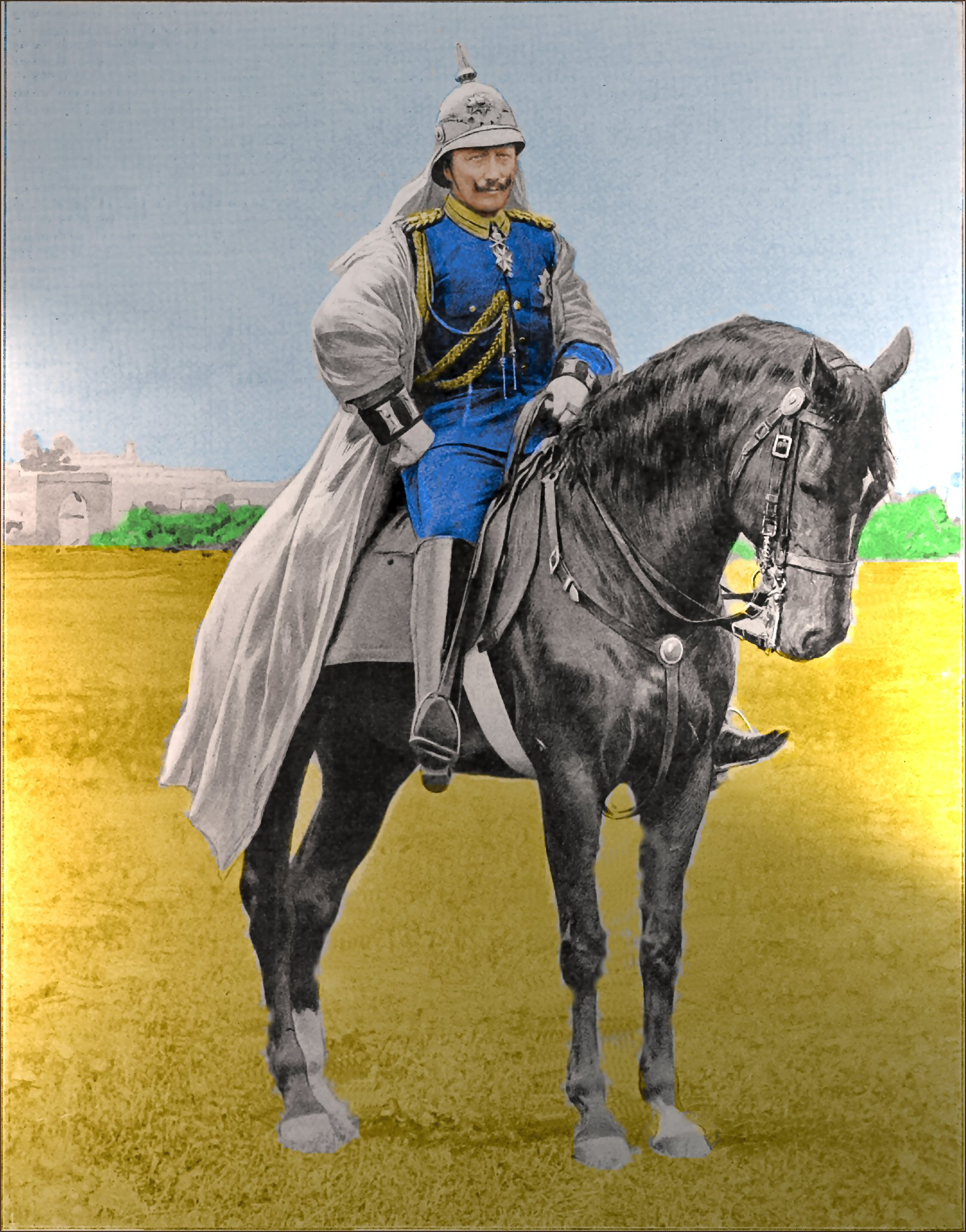
Vilém II. při návštěvě Tangeru

První marocká krize, též zvána Tangerskou krizí, byla způsobena návštěvou císaře Viléma II. v Tangeru, kterou zahájil 31. března 1905. Pronesl řeč, ve které vyzvedl marockou nezávislost, zpochybnil francouzský mandát a pokusil se vrazit klín mezi Francii a Velkou Británii, jež spolu v roce 1904 uzavřely Srdečnou dohodu.
Krizi nakonec vyřešila konference převážně evropských zemí, která stvrdila francouzskou kontrolu nad Marokem. Krize zhoršila vztahy Německa s Francií a Spojeným královstvím a pomohla posílit nové anglo-francouzské spojenectví.
Německý císař Vilém II. vnímal výsledek krize jako ponižující a rozhodl se napříště neustoupit mezinárodnímu tlaku, což vedlo k účasti Německa na druhé marocké krizi.